# Stanford Memorial Church

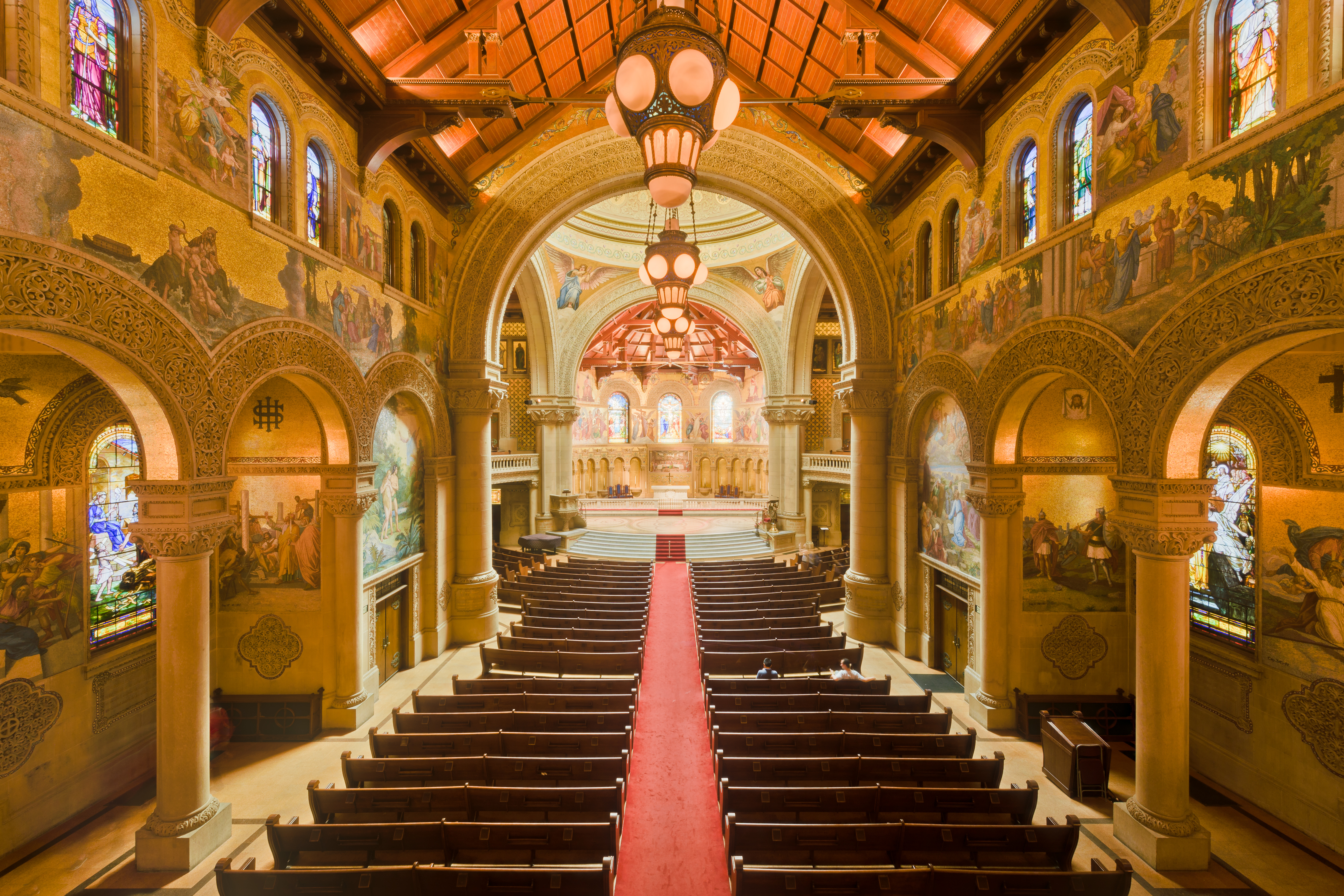
Intérieur de la Stanford Memorial Church. Octobre 2019.

Le Stanford Memorial Church (aussi connue sous le nom populaire de « MemChu ») est une église située au cœur de l'université Stanford en Californie, aux États-Unis, construite en mémoire de Leland Stanford.

## Histoire
L'église est construite à la demande de Jane Stanford à la mémoire de son mari Leland Stanford, et achevée en 1903. 
L'église a accueilli approximativement 7 500 mariages depuis son achèvement. Elle possède quatre orgues et une façade décorée de mosaïques, les plus grandes d'Amérique à l'époque, qui nécessitèrent le travail de douze hommes durant deux ans pour être achevées. Le coût de la construction s'éleva à 1 million de dollars de 1900, dont 97 000 dollars pour les mosaïques à elles seules. Trois architectes participèrent au projet : Charles A. Coolidge, Clinton Day et Charles Hodges. 
En 1974, elle est le lieu du meurtre d'Arlis Perry.

## Architecture
Construite en grès rose, dans un style romano-byzantin, l'église présente une façade qui se développe sur 62 mètres de large et 28 mètres de haut. L'intérieur de l'église est long d'environ 50 mètres et dispose de 1 250 places assises.